# Fruges
Fruges és un municipi francès situat al departament del Pas de Calais i a la regió dels Alts de França. L'any 2007 tenia 2.533 habitants.

## Demografia

### Població
El 2007 la població de fet de Fruges era de 2.533 persones. Hi havia 968 famílies de les quals 314 eren unipersonals (123 homes vivint sols i 191 dones vivint soles), 271 parelles sense fills, 283 parelles amb fills i 100 famílies monoparentals amb fills.
La població ha evolucionat segons el següent gràfic:
Habitants censats

### Habitatges
El 2007 hi havia 1.105 habitatges, 999 eren l'habitatge principal de la família, 20 eren segones residències i 86 estaven desocupats. 925 eren cases i 173 eren apartaments. Dels 999 habitatges principals, 512 estaven ocupats pels seus propietaris, 460 estaven llogats i ocupats pels llogaters i 27 estaven cedits a títol gratuït; 14 tenien una cambra, 40 en tenien dues, 147 en tenien tres, 253 en tenien quatre i 545 en tenien cinc o més. 659 habitatges disposaven pel capbaix d'una plaça de pàrquing. A 508 habitatges hi havia un automòbil i a 250 n'hi havia dos o més.

### Piràmide de població
La piràmide de població per edats i sexe el 2009 era:
| Homes | Edats   | Dones |
| ----- | ------- | ----- |
| 0     | 95 o +  | 4     |
| 0     | 90 a 94 | 20    |
| 20    | 85 a 89 | 40    |
| 36    | 80 a 84 | 24    |
| 32    | 75 a 79 | 72    |
| 36    | 70 a 74 | 68    |
| 52    | 65 a 69 | 92    |
| 76    | 60 a 64 | 48    |
| 52    | 55 a 59 | 40    |
| 64    | 50 a 54 | 68    |
| 52    | 45 a 49 | 76    |
| 92    | 40 a 44 | 88    |
| 72    | 35 a 39 | 72    |
| 84    | 30 a 34 | 76    |
| 144   | 25 a 29 | 104   |
| 64    | 20 a 24 | 72    |
| 84    | 15 a 19 | 104   |
| 84    | 10 a 14 | 44    |
| 68    | 5 a 9   | 72    |
| 72    | 0 a 4   | 56    |

## Economia
El 2007 la població en edat de treballar era de 1.561 persones, 1.101 eren actives i 460 eren inactives. De les 1.101 persones actives 944 estaven ocupades (523 homes i 421 dones) i 157 estaven aturades (55 homes i 102 dones). De les 460 persones inactives 135 estaven jubilades, 135 estaven estudiant i 190 estaven classificades com a «altres inactius».

### Ingressos
El 2009 a Fruges hi havia 979 unitats fiscals que integraven 2.391 persones, la mediana anual d'ingressos fiscals per persona era de 13.480 €.

### Activitats econòmiques
Dels 175 establiments que hi havia el 2007, 8 eren d'empreses extractives, 7 d'empreses alimentàries, 3 d'empreses de fabricació de material elèctric, 4 d'empreses de fabricació d'altres productes industrials, 13 d'empreses de construcció, 54 d'empreses de comerç i reparació d'automòbils, 4 d'empreses de transport, 13 d'empreses d'hostatgeria i restauració, 7 d'empreses financeres, 7 d'empreses immobiliàries, 20 d'empreses de serveis, 23 d'entitats de l'administració pública i 12 d'empreses classificades com a «altres activitats de serveis».
Dels 47 establiments de servei als particulars que hi havia el 2009, 1 era una oficina d'administració d'Hisenda pública, 1 gendarmeria, 1 oficina de correu, 4 oficines bancàries, 2 funeràries, 6 tallers de reparació d'automòbils i de material agrícola, 4 paletes, 1 guixaire pintor, 1 fusteria, 2 lampisteries, 1 electricista, 3 empreses de construcció, 5 perruqueries, 6 veterinaris, 7 restaurants, 1 agència immobiliària i 1 tintoreria.
Dels 29 establiments comercials que hi havia el 2009, 1 era un hipermercat, 1 una gran superfície de material de bricolatge, 3 botiges de menys de 120 m², 4 fleques, 1 una fleca, 1 una peixateria, 5 botigues de roba, 3 botigues d'equipament de la llar, 2 sabateries, 2 botigues d'electrodomèstics, 1 una botiga de mobles, 1 una botiga de material esportiu i 4 floristeries.
L'any 2000 a Fruges hi havia 15 explotacions agrícoles.

## Equipaments sanitaris i escolars
El 2009 hi havia 3 farmàcies i 2 ambulàncies.
El 2009 hi havia 1 escola maternal i 2 escoles elementals. A Fruges hi havia 2 col·legis d'educació secundària i 1 liceu tecnològic. Als col·legis d'educació secundària hi havia 552 alumnes i als liceus tecnològics 127.

## Poblacions més properes
El següent diagrama mostra les poblacions més properes.